# Церковь Святой Марии (Каир)

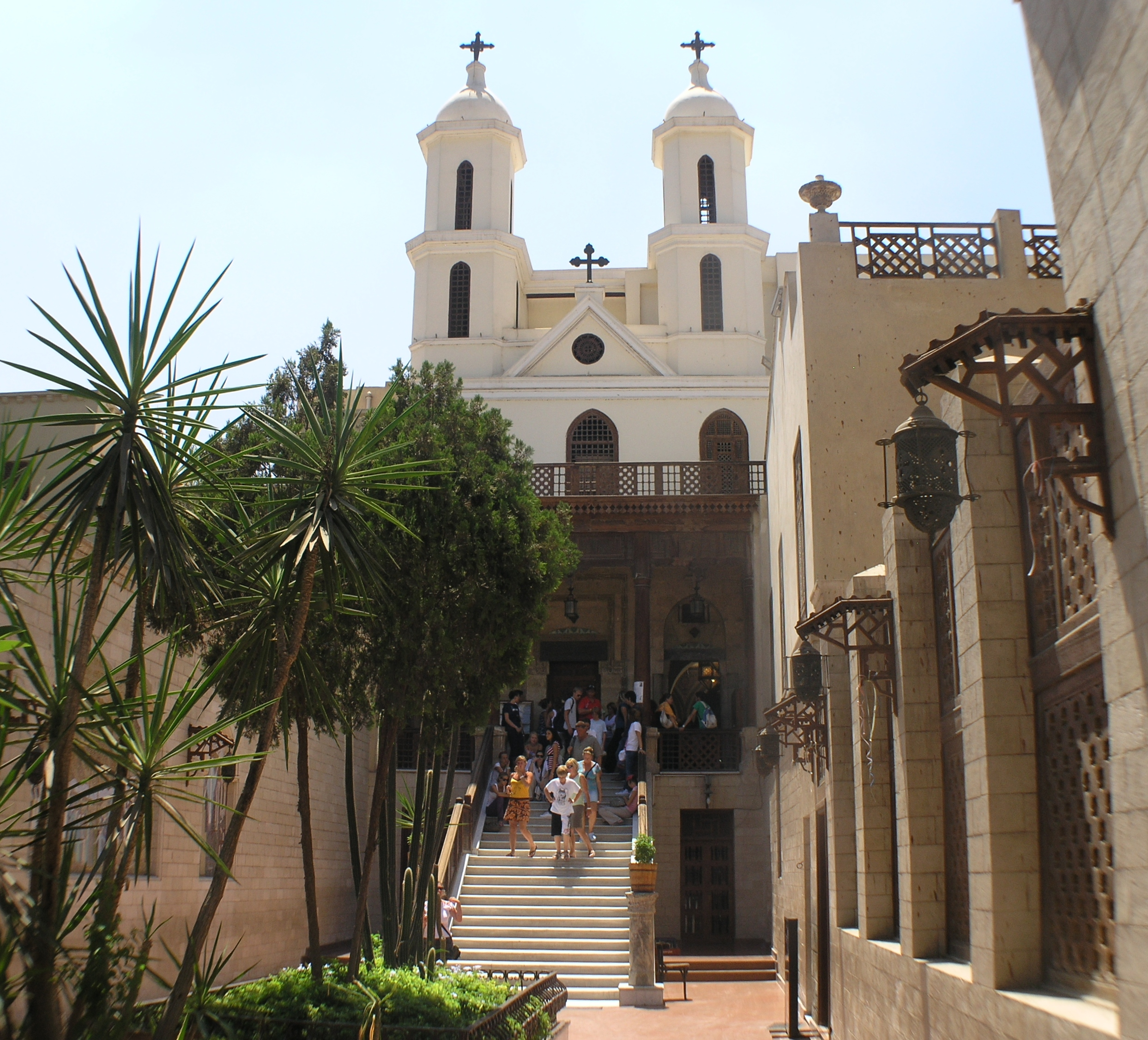

Церковь Святой Девы Марии (араб. الكنيسة المعلقة‎, копт. Ⲉⲕⲕⲗⲏⲥⲓⲁ ⲛⲧⲉⲙⲁⲥⲛⲟⲩⲧ) — коптская церковь на территории Старого Каира, в верхней части Водяных Ворот. Известна также как Подвешенная, или Висячая церковь (араб.  الكنيسة المعلقة Аль-Муалляка, копт. Ⲉⲕⲕⲗⲏⲥⲓⲁ ϫⲓⲛⲓⲱⲓ).
Церковь является одним из старейших христианских храмов Египта. Её история восходит к III веку нашей эры. Ранее на этом месте располагался один из бастионов римского форта, послуживший фундаментом. Свой современный вид здание приняло в VII-IX вв. В XI веке здесь располагалась резиденция патриарха Александрийского.
Своё название церковь получила из-за высокого расположения над бастионами римского форта и водными воротами.
Внутри расположен старинный иконостас, сделанный из древесины ливанского кедра и инкрустированный слоновой костью.
В церкви хранится более 100 икон, старейшие из них датируются VIII веком. Также в храме хранятся и мощи нескольких святых. По соседству расположен Коптский музей.